# 茅野どんばん
茅野どんばん（ちのどんばん）は毎年8月に長野県茅野市の中心市街地で行われる夏祭りである。長野県の夏祭りは他にも、「長野びんずる」や「上田わっしょい」、「松本ぼんぼん」などがある。

## 概要
茅野どんばんは1976年に始まり、2024年の回で47回目を迎える。昼間はヨーヨーすくい、スーパーボールすくいなどの屋台や、子供を対象にした仕事体験、郷土芸能の披露などさまざまな催し物が中心市街地で行われる。夜は「茅野どんばん」、「ビバドンバン」という曲に合わせて踊りながら中心市街地を練り歩く。また、有志で集まった唄い手が祭り当日の夜に「茅野どんばん」の生演奏を行っている。

## 交通

### 通行止め
祭り当日は昼間から茅野駅から茅野市役所を中心に車両通行止めとなる。

### 駐車場
永明小学校、茅野市民館、ちの地区公共施設駐車場、茅野市役所、茅野市運動公園の駐車場が一般の駐車場として開放される。

## 講習会
第47回では祭り当日の数日前に茅野どんばんの踊りの講習会が行われた。この講習会以外にも踊りの講師が祭りに参加する企業や団体に出張講習会を開いている場合もある。

## 放送
2020年から当日の夜からLCVで茅野どんばんを生放送している。